# Belfast United Futsal Club
Belfast United Futsal Club – północnoirlandzki klub futsalowy z siedzibą w mieście Belfast, obecnie występuje w najwyższej klasie rozgrywkowej Irlandii Północnej.

## Sukcesy
- Mistrzostwo Irlandii Północnej (1): 2017